# Анус
В анатомията, аналната кухина е външният отвор на ректума. Изходът се контролира от два мускула наречени сфинктери. Фекалиите напускат тялото през него по време на процеса на изхвърляне на изпражнения, което е и основната функция на аналната кухина. При повечето животни, от простите червеи до слоновете и хората, има цилиндричен канал, през който минава приетата храна. Той започва с устата и завършва с аналната кухина.
Аналната кухина играе роля и в сексуалността, въпреки че отношението към аналния секс е много непостоянно и дори той е определян за незаконен в някои страни. Тази тема често е смятана за табу и обикновено е свързвана с много различни вулгарни изрази.

## Роля в изхвърлянето на изпражнения
Налягането, което се появява, когато ректумът е пълен с фекалии, ги избутва към стените на аналния канал. Съкращенията на мускулите на коремните и тазовите стени също допринасят за преминаването на изпражненията през ануса. Вътрешният анален сфинктер, който се съкращава неволево, помага налягането да се успокои при навлизането на фекалиите в ректума. След това той се съкращава, фекалиите преминават в аналния канал и чрез перисталтични движения напускат тялото.
За да предпазят ануса от болести и да повишат хигиената си, хората често почистват външната му част след изхвърляне на изпражнения. Едно изплакване с вода или избърсване с тоалетна хартия са най-често срещаните действия за тази цел.

## Роля в сексуалността
Анусът има висока концентрация на нервни окончания и е ерогенна зона. Теорията на Зигмунд Фройд за психологичното развитие, например, предполага, че прохождащите деца си доставят удоволствие, чрез задържането и изхвърлянето на изпражнения.
Аналните сношения могат да бъдат приятни и за двамата участници в половия акт. За получаващия партньор, удоволствието от аналния секс е свързано със стената, разделяща ректума и вагината (при жени) или простатата (при мъже). За партньора, който вкарва члена си, стегнатостта на ануса често е определяна като източник на удоволствие в проникващия анален секс. Аналните сношения понякога са причислявани към хомосексуалните връзки и са считани за извратени. В някои страни тази тема се смята за табу и се обосновава като морално престъпление, заслужаващо сурово наказание. В САЩ между 17-и и 19 век „антисодомистки“ закони отпращат множество хора в затвора, женени и неженени, хетеросексуални и хомосексуални. В много щати, в определението за „содомия“ се включва и фелацио. Чак през 2003 г. конституционният съд на САЩ отменя последните такива закони, все още съществуващи в 24 щата.
Аналният секс невинаги включва проникване. Анусът също играе важна роля в оралния секс. Разтеглянето на ануса може да стимулира нервите около него и това се смята за много приятно. Също така трябва да се полагат грижи за поддържане на еластичността. Лубрикантите са широко употребявани в аналния секс.

## Пубертет
По време на пубертета, когато хормонът тестостерон ускорява окосмяването по тялото, такова започва да се появява около ануса. Въпреки първоначалната рядкост на космите, тя се премахва с края на пубертета, ако не и по-рано.

## Здраве
Хигиената е много важна за здравето на ануса и при аналния секс. Измиването с омекотяващ сапун и вода поддържа ануса чист. Обикновените сапуни и прекалено силното избърсване с тоалетна хартия нараняват кожата около ануса и могат да предизвикат сърбеж или болки. Нематодите понякога са източник на анален сърбеж
Проникването с полов член или секс играчка може да нарани и дори разкъса вътрешността на ануса. Лубрикантите са препоръчвано средство за лесно навлизане през ануса. Рискът за увреждане на аналния сфинктер също трябва да се има предвид. Също така ако анусът е разкъсан, може да причини фистула, която не само води до фекално протичане, но и е трудна за лекуване.
Упражненията могат да повдигнат тонуса на външния сфинктер.

## Козметика
Бръсненето, подстригването, епилацията или кола маската почистват областта около ануса от нежеланото окосмяване. Аналното избелване е процес, при който аналната област, която потъмнява с възрастта, е осветлявана за по-млад вид. Тази практика е свързвана с много здравословни проблеми. Аналният пиърсинг е сред най-опасните пиърсинги и обикновено пречи на функциите на ануса.

## Патология
Болестите на ануса включват анален рак, абцес, брадавици, фистула, анални цепки, сърбеж и хемороиди. Анусът е също така често срещано място за сексулни инфекции. Родилните дефекти на ануса вклюбчват стеноза и перфорация на стените му.
Уврежданията на аналния сфинктер, причинени от немарливост, грубо бурно проникване на пениса в аналния канал, понякога неизбежна хирургична намеса и в областта на отвора може да доведе до плоскота и/или фекална несдържаност и хронична констипация.
В психологията терминът на Фройд за аналната фиксация е често използван.

## Галерия
- Мускули на мъжкия перинеум.
- Мускули на женския перинеум.